# Heinrich Kwiatkowski
Heinrich "Heinz" Kwiatkowski (16 de julio de 1926 - 23 de mayo de 2008) fue un futbolista alemán, se desempeñaba como guardameta. Conocido cariñosamente como "Heini" o "Heinz". Ganó la Copa Mundial de 1954.

## Trayectoria
| Club              | País             | Año         |
| ----------------- | ---------------- | ----------- |
| Schalke 04        | Alemania Federal | 1947 - 1950 |
| Rot-Weiss Essen   | Alemania Federal | 1950 - 1952 |
| Borussia Dortmund | Alemania Federal | 1952 - 1966 |

- Datos: Q706731
- Multimedia: Heinrich Kwiatkowski / Q706731